# Elasomeran
Elasomeran ist der internationale Freiname (INN) (Entwicklungsname: mRNA-1273) für eine Nukleosid-modifizierte mRNA (modRNA), die als Wirkstoff im COVID-19-Impfstoff Spikevax (Handelsname, zuvor COVID-19 Vaccine Moderna) eingesetzt wird. Der Impfstoff wurde vom US-amerikanischen Biotechnologieunternehmens Moderna  in Zusammenarbeit mit dem National Institute of Allergy and Infectious Diseases (NIAID) entwickelt. Er gehört zu den RNA-Impfstoffen.
Am 18. Dezember 2020 erteilte die Food and Drug Administration (FDA) die Notfallzulassung in den USA. Am 6. Januar 2021 wurde der Impfstoff in der Europäischen Union (zunächst bedingt) für Erwachsene zugelassen, inzwischen auch für Personen ab 6 Monaten. Im Juni 2022 erteilte die FDA dem Impfstoff eine Notfallzulassung für Kinder im Alter ab sechs Monaten. Ab September 2022 wurden von der Europäischen Kommission Impfstoffvarianten zugelassen, die an SARS-CoV-2-Omikron-Mutationen angepasst sind. Für die Wintersaison 2022/2023 waren dies die zwei bivalenten Vakzine Spikevax bivalent Original/Omicron BA.1 und Spikevax bivalent Original/Omicron BA.4-5, für die Saison 2023/2024 das monovalente Spikevax XBB.1.5. Mit ihnen ist sowohl eine Grundimmunisierung als auch die Auffrischung des Impfschutzes möglich.

## Struktur und Eigenschaften
Der Wirkstoff ist eine Messenger-RNA (mRNA), deren Sequenz eine Kappe am 5'-Ende, die 5′-untranslatierte Region (UTR), den Open Reading Frame (ORF), die 3'-UTR und den 3'-Poly(A)-Schwanz umfasst. Sie kodiert für das S-2P-Antigen, bestehend aus dem SARS-CoV-2-Glykoprotein mit einem Transmembrananker und einer intakten S1-S2-Spaltstelle. S-2P wird in seiner Präfusionskonformation durch zwei aufeinanderfolgende Prolin-Substitutionen an den Aminosäurepositionen 986 und 987, am oberen Ende der zentralen Helix in der S2-Untereinheit, stabilisiert.
Wie auch bei Tozinameran handelt es sich um eine Nukleosid-modifizierte mRNA, in der das natürlicherweise enthaltene Nukleosid Uridin durch N1-Methylpseudouridin ersetzt wurde. Trotz einer großen Ähnlichkeit ist der Wirkstoff nicht identisch mit Tozinameran, sondern weist Unterschiede sowohl in den steuernden Sequenzen als auch in der Codonverwendung im offenen Leserahmen auf, mit möglichen Auswirkungen auf die Stabilität des Moleküls und die Translationseffizienz. Als Referenz-Genom wurde wie bei Tozinameran das Isolat Wuhan-Hu-1 (Pango-Entwicklungslinie B) von SARS-CoV-2 verwendet.
| Name         | Target                                                                           | Gesamtlänge (Zahl der Nukleotide) | Positionen mutierter Nukleotide      | Positionen der Stop-Codons |
| Elasomeran   | Sars-CoV-2-Wildttyp                                                              | 4101                              | 3014-3019 (kodiert K986P und V987P)  | 3878-3886                  |
| Imelasomeran | Omikron-Variante BA.1 (B.1.1.529; GISAID: EPI_ISL_6640919)                       | 4092                              | 3005-30010 (kodiert K983P und V984P) | 3869-3877                  |
| Davesomeran  | Omikron-Varianten BA.4-5 (B.1.1.529.4 und B.1.1.529.5, GISAID: EPI_ISL_12548717) | 4089                              | 2999-3004 (kodiert K981P und V982P)  | 3863-3871                  |
| Andusomeran  | Omikron-Variante XBB.1.5 (GISAID: EPI_ISL_15948646)                              | 4102                              | 3002-3007 (kodiert K982P und V983P)  | 3866-3874                  |

## Wirkprinzip
Der Wirkstoff Elasomeran (mRNA-1273) ist die Boten-RNA (mRNA) des Spike-Glykoproteins von SARS-CoV-2 (Spike-Protein, S-Protein), mit dem die Coronaviren an den Epithelzellen andocken. Die mRNA ist in Lipid-Nanopartikel eingebunden, die nach der intramuskulären Injektion von Körperzellen aufgenommen werden.
Die Zellen stellen dann das S-Protein her. Es wird vom Immunsystem als fremd erkannt, was die Bildung von protektiven Antikörpern anregt.

## Pharmazeutische Formulierung
Nackte mRNA ist instabil. Um ohne vorherigen Abbau an den Wirkort zu gelangen und die Wirkung entfalten zu können, wird die mRNA in Lipid-Nanopartikel („Lipidkügelchen“) eingebettet („verpackt“). Die aus vier Lipiden (SM-102, Cholesterin, 1,2-Distearoyl-sn-glycero-3-phosphocholin (DSPC) und 1,2-Dimyristoyl-rac-glycero-3-methoxypolyethylenglykol-2000 (DMG-PEG2000)) bestehende Lipid-Nanopartikelkapsel wird in einem festen Verhältnis von mRNA und Lipid hergestellt. Die wässrige Dispersion, die als weitere Bestandteile Trometamol, Essigsäure und Natriumacetat zur Einstellung eines geeigneten pH-Wertes sowie Saccharose zum Schutz der Partikel beim Gefrierprozess enthält, ist gebrauchsfertig und muss vor Verabreichung nicht verdünnt werden.  Die Dispersion gibt es mit 100 µg mRNA/ml im Mehrdosen-Durchstechfläschchen oder mit 50 µg mRNA pro Einzeldosis-Durchstechfläschchen oder pro Fertigspritze. Für Kinder von 6 Monaten bis 11 Jahren werden die erforderlichen niedrigeren Dosen als Teilmenge aus den Durchstechfläschchen entnommen.

## Stabilität und Lagerung

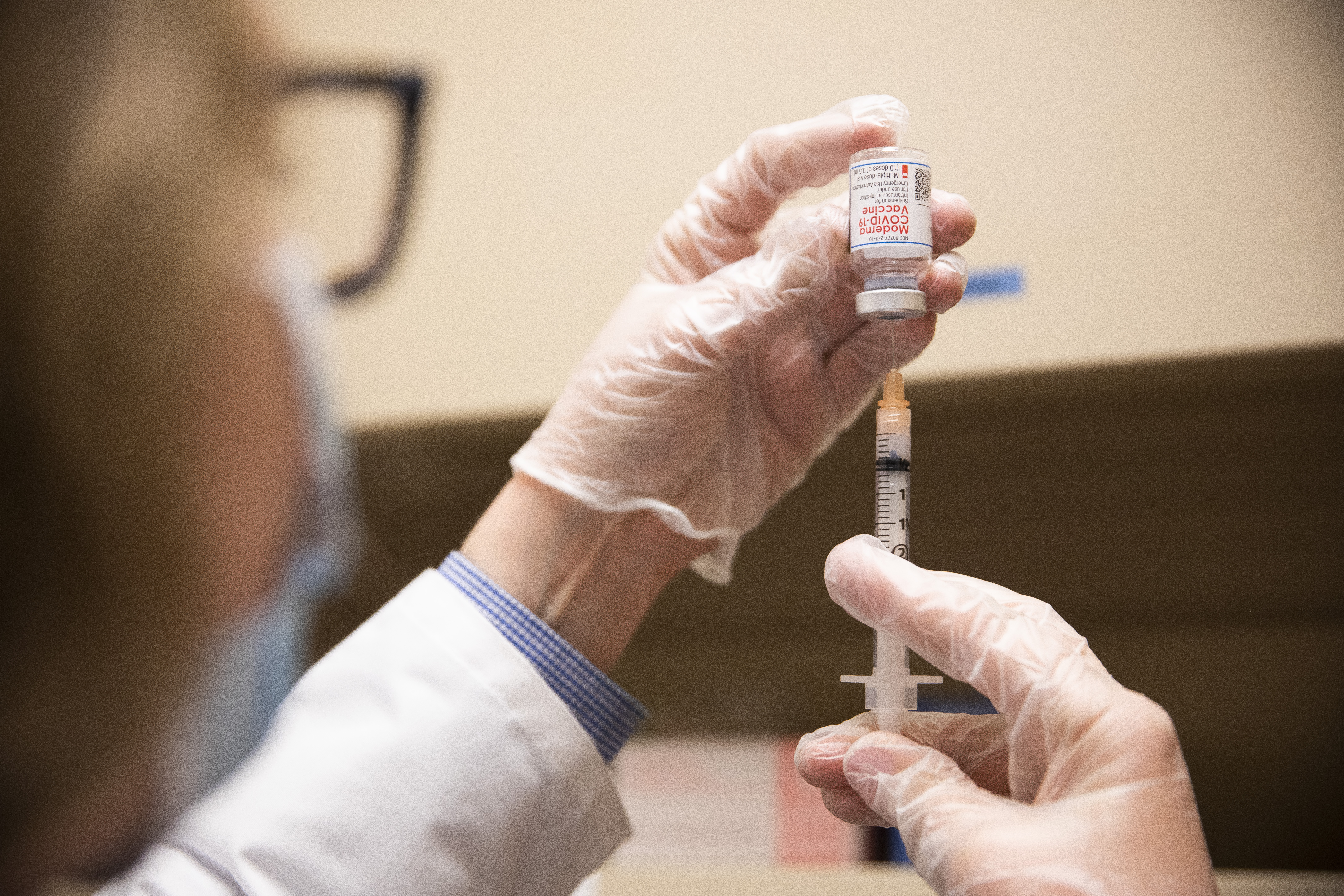
Entnahme einer Dosis aus einem Injektionsfläschchen

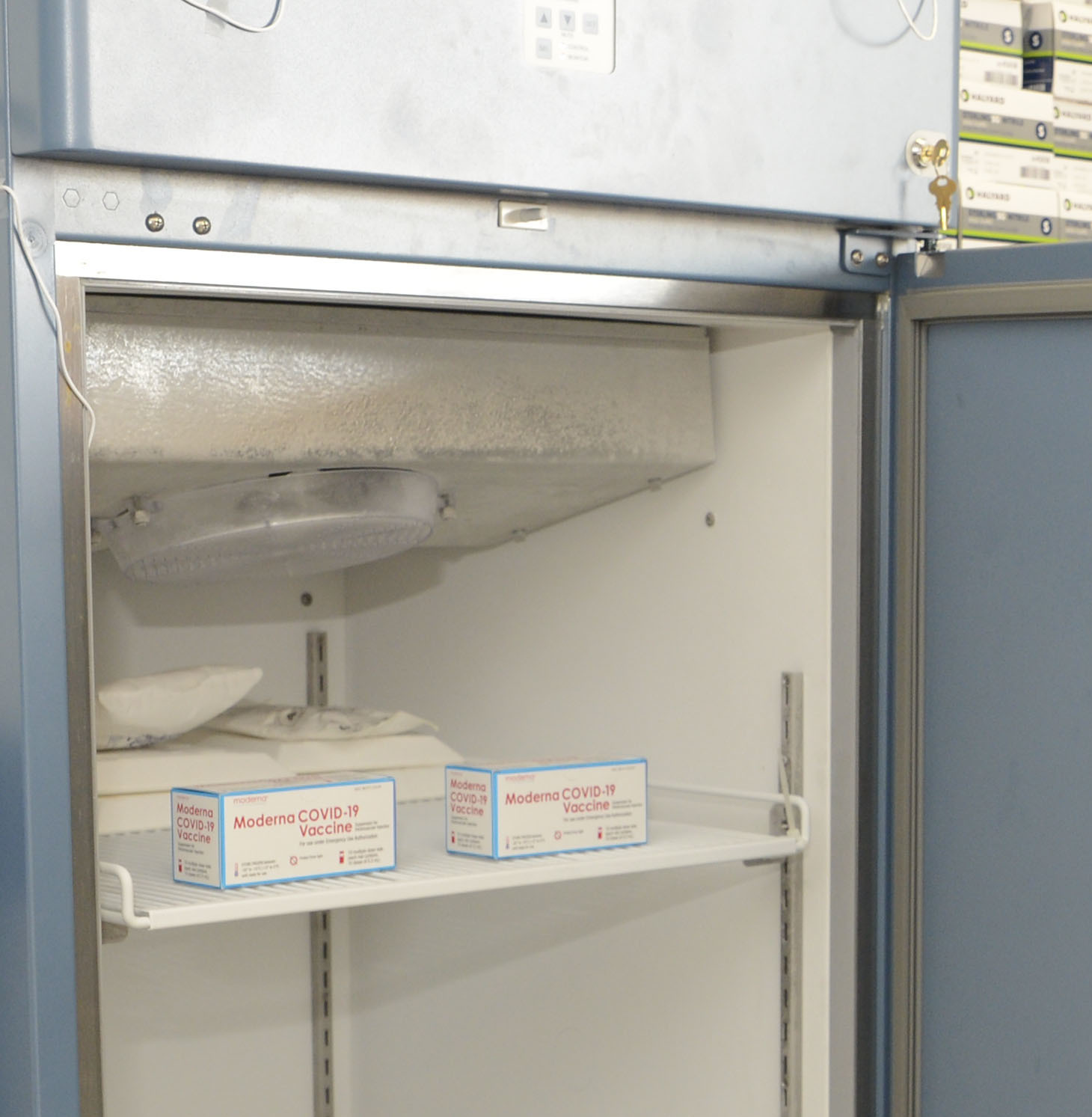
Lagerung des Impfstoffs in einem Kühlschrank

Der pharmazeutische Wirkstoff wird bei −70 °C transportiert und gelagert.
Das Impfstofffertigpräparat ist bei einer Temperatur von −25 bis −15 °C bis zu sieben Monate haltbar, ungeöffnet kann es im Kühlschrank vor Licht geschützt bei 2 bis 8 °C für maximal 30 Tage gelagert werden.
Der ungeöffnete Impfstoff durfte zunächst nur bis zu 12 Stunden bei 8 bis 25 °C aufbewahrt werden. Nach Anbruch ist der Impfstoff innerhalb von sechs Stunden zu verimpfen, danach sind Reste unbrauchbar. Ein Injektionsfläschchen enthält zehn Dosen zu je 0,5 ml bzw. 100 Mikrogramm mRNA.
In den Vereinigten Staaten sind demgegenüber seit April 2021 24 Stunden (bei Raumtemperatur), 12 Stunden (Verimpfung nach Anbruch) sowie 10 bis 11 Dosen je Injektionsfläschchen zulässig. Darüber hinaus wurden Injektionsfläschchen genehmigt, aus denen 13 bis 15 Dosen entnommen werden können sollen.

## Zugelassenene Anwendungsgebiete
| Virus-Target | (Frei)name der mRNA             | EU-Zulassung   | Alter: 6 Monate bis 5 Jahre | Alter: 6 bis 11 Jahre | Alter: ab 12 Jahre |
| --- | ------------------------------- | -------------- | --------------------------- | --------------------- | ------------------ |
| Original | Elasomeran                      | ab Januar 2021 | GI                          | GI + AIG              | GI + AIG           |
| Original / Omicron BA.1 | Elasomeran + Imelasomeran (1:1) | September 2022 | -                           | AIG                   | AIG                |
| Original / Omicron BA.4‑5 | Elasomeran + Davesomeran (1:1)  | Oktober 2022   | I                           | I                     | I                  |
| Omicron XBB.1.5 | Andusomeran                     | September 2023 | I                           | I                     | I                  |
| Omicron JN.1 | SARS-CoV-2-JN.1-mRNA            | September 2024 | I                           | I                     | I                  |
| GI = Grundimmunisierung, AIG = Auffrischimpfung nach Grundimmunisierung, I = Immunisierung mit oder ohne vorhergehende Impfung oder SARS-CoV-2-Infektion |                                 |                |                             |                       |                    |

## Studien
Tierexperimentelle Studien zeigten eine akzeptable Verträglichkeit, eine Entwicklung von Antikörpern und einen Schutz vor einer Infektion.
Die klinische Phase-1-Studie für den Impfstoffkandidaten mit dem Entwicklungsnamen mRNA-1273 startete Moderna am 16. März 2020 in Zusammenarbeit mit dem Vaccine Research Center (VRC) am National Institute of Allergy and Infectious Diseases (NIAID), einer Sektion des National Institutes of Health (NIH).
Am 29. Mai 2020 begann eine Phase-2-Studie mit 600 Probanden. Der letzte Teilnehmer wurde am 8. Juni eingeschlossen.
Eine Phase-3-Studie mit 30.000 Probanden begann in den USA am 27. Juli 2020. Die erwarteten etwa 30.000 Probanden erhielten, jeweils im Abstand von etwa 28 Tagen, entweder je eine 100-µg-Dosis des Impfstoffkandidaten oder ein Placebo. Letztlich wurden 30.420 Probanden in 99 Zentren in den Vereinigten Staaten eingeschlossen. Mehr als 7000 Probanden waren über 65 Jahre alt, mehr als 5000 hatten Vorerkrankungen.
Am 23. Oktober 2020 wurde die letzte erste Dosis gegeben. Mehr als 96 Prozent der Probanden erhielt auch die zweite Injektion, die 28 Tage nach der ersten erfolgt. Beobachtet wurde insbesondere, wie viele symptomatische Fälle von Covid-19 ab dem 14. Tag nach der 2. Impfung auftraten.
Nach 95 aufgetretenen Covid-19-Fällen wurden am 16. November 2020 erste Zwischenergebnisse der Studie veröffentlicht. Von den 95 bis 7. November beobachteten Covid-19-Fällen traten 90 in der Kontrollgruppe und 5 in der geimpften Gruppe auf. Die Wirksamkeit wird damit auf 94,5 Prozent geschätzt. Alle 11 beobachteten schweren Covid-19-Fälle traten in der Kontrollgruppe auf. Schwere Nebenwirkungen seien nicht aufgetreten. Die Antikörper-Titer lagen noch nach drei Monaten im Durchschnitt höher als bei Rekonvaleszenten nach einer COVID-19-Erkrankung.
Dem Antrag auf Notfallzulassung in den Vereinigten Staaten am 30. November 2020 lag ein Zwischenstand zugrunde, der Fälle bis zum 21. November 2020 berücksichtigte.
Am 30. Dezember 2020 wurden diese vorläufigen und zwischenzeitlich einem Peer-Review unterzogenen Ergebnisse der Phase-3-Studie im New England Journal of Medicine veröffentlicht: Nach durchschnittlich 64 Tagen nach Verabreichung der 2. Dosis waren 196 Covid-19-Fälle diagnostiziert worden, wovon 11 auf die Impfstoff- und 185 auf die Placebo-Gruppe entfielen. Dies entspricht einer Wirksamkeit von 94,1 Prozent (95-Prozent-Konfidenzintervall: 89,3 bis 96,8 Prozent). In den betrachteten Untergruppen lag diese Wirksamkeit zwischen 86,4 (bei Über-64-Jährigen) und 97,5 Prozent (in „Communities of color“). Alle 30 beobachteten schweren Covid-19-Fälle wurden in der Placebo-Gruppe beobachtet.
Die Europäische Arzneimittel-Agentur (EMA) veröffentlichte pädiatrische Untersuchungspläne (englisch paediatric investigation plans, PIP) für den von BioNTech und Pfizer entwickelten COVID-19-Impfstoff BNT162b2 und für den von Moderna entwickelten Impfstoff mRNA-1273. Dabei arbeitet die EMA eng mit der FDA zusammen, die dafür im Juni 2020 einen Kooperationsvertrag abgeschlossen haben. Die Pläne sehen ein beschleunigtes Verfahren vor, bei dem die Bearbeitungszeiten der Daten verkürzt werden sollen.
Mitte Januar 2021 begann in Japan eine Phase-1/2-Studie mit voraussichtlich 200 Personen.
Ende Februar 2021 gab Moderna bekannt, mit mRNA-1273.351 einen spezifisch gegen die zuerst in Südafrika beobachtete Variante B.1.351 (Beta-Variante) gerichteten Boost entwickelt zu haben, der einer Phase-1-Studie unterzogen werden soll. Neben einem weiteren Kandidaten (mRNA-1273.211), der diesen Impfstoff mit dem bisherigen kombiniert, soll auch die Wirksamkeit mit einer zusätzlichen Auffrischungsimpfung untersucht werden. Anfang März 2021 wurden erste Dosen verabreicht.
Am 16. März 2021 gab Moderna bekannt, dass mit Kindern im Alter von 6 Monaten bis unter 12 Jahren die Phase-2/3-Studie KidCOVE mit mRNA-1273 begonnen habe. Diese zweiteilige, offene Phase-2/3-Studie mit Dosissteigerungen, Altersdeeskalation (Teil 1) und randomisierte, beobachterblinde, placebokontrollierte Expansionsstudie (Teil 2) bewertet die Sicherheit, Verträglichkeit und Reaktogenität und Wirksamkeit von zwei verabreichten Dosen von mRNA-1273 im Abstand von 28 Tagen. Das Unternehmen beabsichtigt, ungefähr 6.750 pädiatrische Teilnehmer in den USA und Kanada teilnehmen zu lassen.
Eine vorveröffentlichte Studie des Herstellers untersuchte die Bildung neutralisierender Antikörper gegen die Virusvarianten Alpha (B.1.1.7), Delta (B.1617.2) und Gamma (P.1). Gegen Alpha ergaben sich vergleichbare Ergebnisse wie gegen den D614G-Stamm. Es waren höhere Antikörperkonzentrationen für die Neutralisierung der Virusvarianten Delta und Gamma notwendig. Ein Ausfall der neutralisierenden Eigenschaft der Antikörper wurde bei keiner der untersuchten Varianten beobachtet.
Im Juli 2021 zitierte Nature eine neue Studie, nach der fast alle der 35 Teilnehmer der frühesten Studie bereits mit einer Vierteldosis, also zwei 25-Mikrogramm-Impfungen im Abstand von 28 Tagen, nach sechs Monaten neutralisierende Antikörper entwickelt hatten. Diese seien ausreichend, das Virus daran zu hindern, Zellen zu infizieren. Die Konzentrationen von Antikörpern und T-Zellen seien mit denen vergleichbar, die bei Menschen gefunden wurden, die sich von COVID-19 erholt hatten.
Der mRNA-Impfstoff mRNA-1273 wird bei der Auffrischungsimpfung mit der halben Dosierung wie bei der Grundimmunisierung gegen COVID-19 verimpft (50 µg); er erwies sich bisher als sicher und wirksam. Im September 2021 wurde die erste Veröffentlichung zum Impfstoff im Fachmagazin Nature zur Begutachtung im Peer-Review publiziert.
Eine Fallkontrollstudie ermittelte eine Wirkung gegen die Infektion mit der Omikronvariante von 71 % binnen zwei Monaten nach Abschluss eines Dreidosenschemas. Diese Wirkung fiel im Beobachtungszeitraum größer zwei Monate auf rund 47 %. Bei immunsupprimierten Patienten wurde eine Wirkung von 29 % gegen die Infektion mit der Virusvariante erzielt. Über alle Subgruppen zeigte sich eine Wirkung gegen eine schwere Erkrankung von 99 %.

## Zulassung

### Original (mRNA-1273, Elasomeran)
| Staat / Staatenverbund | Zulassung     | Quellen                    |
| ---------------------- | ------------- | -------------------------- |
| Vereinigte Staaten     | 18. Dez. 2020 | [ 40 ] [ 41 ]              |
| Kanada                 | 23. Dez. 2020 | [ 42 ] [ 43 ]              |
| Israel                 | 4. Jan. 2021  | [ 44 ] [ 45 ]              |
| Europäische Union      | 6. Jan. 2021  | [ 7 ] [ 46 ] [ 47 ] [ 48 ] |
| Vereinigtes Königreich | 8. Jan. 2021  | [ 49 ] [ 50 ] [ 51 ]       |
| Schweiz                | 12. Jan. 2021 | [ 52 ] [ 53 ]              |
| Saudi-Arabien          | Januar 2021   | [ 54 ]                     |
| Singapur               | 3. Feb. 2021  | [ 55 ]                     |
| Katar                  | 11. Feb. 2021 | [ 56 ]                     |
| Vietnam                | Februar 2021  | [ 57 ]                     |
| Thailand               | 13. Mai 2021  | [ 58 ]                     |
| Südkorea               | 21. Mai 2021  | [ 59 ]                     |
| Japan                  | 21. Mai 2021  | [ 60 ]                     |
| Indien                 | 29. Juni 2021 | [ 61 ] [ 62 ]              |
| Indonesien             | 2. Juli 2021  | [ 63 ]                     |
| Australien             | 9. Aug. 2021  | [ 64 ]                     |
| Mexiko                 | 17. Aug. 2021 | [ 65 ]                     |

Am 17. Dezember 2020 empfahl das Vaccines and Related Biological Products Advisory Committee der FDA die Notfallgenehmigung für die Impfung von Personen ab 18 Jahren, der die FDA am 18. Dezember folgte. Im Januar 2022 wurde die reguläre Marktzulassung erteilt.
In der Europäischen Union begann die EMA Mitte November 2020 ein Rolling-Review-Verfahren. Der Zulassungsantrag wurde am 30. November 2020 gestellt. Der Ausschuss für Humanarzneimittel der EMA empfahl am 6. Januar 2021 eine bedingte Marktzulassung (conditional marketing authorisation) für Personen ab 18 Jahren, da der Nutzen der sofortigen Verfügbarkeit des Arzneimittels die Risiken im Zusammenhang mit der unvollständigen Datenlage deutlich überwiege. Die bedingte Zulassung durch die Europäische Kommission folgte am gleichen Tag. Am 4. Oktober 2021 wurde diese fristgerecht erneuert, am 3. Oktober 2022 ging sie in die reguläre Zulassung ohne Bedingungen über.
In der Schweiz wurde der Impfstoff mRNA-1273 am 12. Januar 2021 von der Swissmedic zugelassen.
Die Ständige Impfkommission in Deutschland empfahl zwischen 1. und 2. Dosis zunächst einen Abstand von drei bis sechs Wochen. Am 1. April 2021 wurde dieser Impfabstand auf sechs Wochen angehoben. Hierdurch könne sowohl „eine sehr gute individuelle Schutzwirkung als auch ein größerer Effekt der Impfung auf Bevölkerungsebene“ erzielt werden.

### Bivalent Original–BA.1 (mRNA-1273.214, Elasomeran+Imelasomeran)
| Staat / Staatenverbund  | Zulassungsdatum | Quellen       |
| ----------------------- | --------------- | ------------- |
| Vereinigtes Königreich  | 15. Aug. 2022   | [ 74 ] [ 75 ] |
| Schweiz                 | 29. Aug. 2022   | [ 76 ]        |
| Australien              | 30. Aug. 2022   | [ 77 ]        |
| Europäische Union / EWR | 1. Sep. 2022    | [ 78 ]        |
| Kanada                  | 1. Sep. 2022    | [ 79 ]        |
| Taiwan                  | 2. Sep. 2022    | [ 80 ]        |
| Japan                   | 12. Sep. 2022   | [ 81 ]        |

### Bivalent Original–BA.4/5 (mRNA-1273.222, Elasomeran+Davesomeran)
| Staat / Staatenverbund  | Zulassungsdatum | Quellen |
| ----------------------- | --------------- | ------- |
| Vereinigte Staaten      | 31. Aug. 2022   | [ 82 ]  |
| Europäische Union / EWR | 20. Okt. 2022   | [ 83 ]  |
| Schweiz                 | 8. März 2023    | [ 84 ]  |

## Nebenwirkungen

### Nebenwirkungen laut Zulassungsstudie
In der Phase-2/3-Zulassungsstudie waren die häufigsten Nebenwirkungen bei den Probanden der Altersgruppe 18 bis 64 Jahre nach der zweiten Impfung:
| Symptom                           | Häufigkeit | Kontrollgruppe |
| --------------------------------- | ---------- | -------------- |
| Schmerzen an der Injektionsstelle | 94,7 %     | 19,0 %         |
| Müdigkeit                         | 78,2 %     | 25,3 %         |
| Kopfschmerzen                     | 67,8 %     | 26,6 %         |
| Gelenkschmerzen                   | 51,0 %     | 10,8 %         |
| Schüttelfrost                     | 49,8 %     | 6,0 %          |
| Übelkeit                          | 21,3 %     | 7,3 %          |
| Fieber                            | 19,0 %     | 0,4 %          |
| Muskelschmerzen                   | 16,1 %     | 13,1 %         |

### Nach Zulassung berichtete Nebenwirkungen
Nach 4,04 Millionen Erstimpfungen, im Zeitraum bis 10. Januar 2021, berichteten die US-amerikanischen Centers for Disease Control and Prevention (CDC) am 22. Januar 2021 von 10 Fällen von Anaphylaxie. 9 Fälle traten binnen 15 Minuten nach der Impfung auf. Es kam zu keinem Sterbefall.
Nach rund 168.200 Impfungen in Deutschland bis zum 26. Februar 2021 berichtete das Paul-Ehrlich-Institut (PEI) über 484 Verdachtsfälle mit unerwünschten Reaktionen. Dies entspricht 2,9 Einzelfallmeldungen je tausend Impfungen. 107 (0,6 je tausend) wurden als schwerwiegend eingestuft. Dabei wurde ein Todesfall in zumindest zeitlichem Zusammenhang zu der Impfung berichtet.
Dem PEI wurden wiederholt verzögerte Lokalreaktionen einschließlich Hautreaktionen an der Einstichstelle im Oberarm gemeldet. Sie führen zu kurzzeitigen Schwellungen und Hautrötungen am geimpften Arm, ggf. verbunden mit Juckreiz und/oder Schmerzen („Covid-Arm“). Diese Erscheinungen traten etwa eine Woche nach der Impfung auf, verschwanden aber meist nach einigen Tagen. Weitere häufig gemeldete Reaktionen des Körpers sind laut Mitteilung des PEI: Gliederschmerzen, Fieber, grippeähnliche Erkrankung, Ausschlag, Schmerzen an der Injektionsstelle.
Im Dezember 2023 teilte das Paul-Ehrlich-Institut (PEI) mit, dass ein gefälschter Rote-Hand-Brief in Umlauf gebracht wurde, der vor angeblichen Haftungsrisiken für Ärztinnen und Ärzte wegen DNA-Verunreinigungen in mRNA-basierten COVID-19-Impfstoffen wie Elasomeran warnt. Laut PEI sind das Schreiben sowie dessen Inhalte falsch und es stellt keine behördlich geprüfte und autorisierte Information dar, sondern dient der Verunsicherung durch gezielte Desinformation. Vorgeblicher Herausgeber des Schreibens ist der „Medizinische Behandlungsverbund GmbH“.

### Herzmuskel- und Herzbeutelentzündung
Am 6. Oktober 2021 beschlossen die Behörden in Schweden und Dänemark, die Verabreichung des Moderna-Impfstoffs für die Bevölkerung unter 30 bzw. 18 Jahren wegen der Risiken von Herzmuskel- bzw. Herzbeutelentzündungen auszusetzen. Eine ähnliche Entscheidung trafen auch Norwegen und Finnland mit einer Aussetzung des Impfstoffs für die Bevölkerung unter 30 Jahren. Island beschloss, die Verabreichung des Moderna-Impfstoffs für jedes Alter auszusetzen.
Im November 2021 setzten auch Frankreich und Deutschland den Moderna-Impfstoff für die Bevölkerung unter 30 Jahren aus. Ersatzweise wird in Deutschland für Menschen unter 30 Jahren nur noch der Impfstoff Comirnaty und für Erwachsene unter 30 auch Nuvaxovid empfohlen, da bei diesen die Risiken für Herzmuskel- bzw. Herzbeutel-Entzündungen geringer sind.

## Bestellungen, Produktion und Logistik
Moderna rechnete Anfang Januar 2021 damit, im Jahr 2021 weltweit etwa 600 Millionen Dosen herzustellen. Das Unternehmen versucht nach eigenen Angaben, seine Produktionskapazität auf bis zu eine Milliarde Dosen auszuweiten. Der Preis liegt bei 32 bis 37 US-Dollar je Dosis.
Im 1. Quartal 2021 sollten 100 bis 125 Millionen Dosen bereitgestellt werden, davon 85 bis 100 Millionen in den Vereinigten Staaten.
Ende April 2021 hob das Unternehmen seine Prognose für das laufende Jahr auf 800 Millionen bis eine Milliarde Dosen an. 2022 sollen bis zu drei Milliarden Dosen produziert werden. Neben einer Ausweitung von Produktionskapazitäten spielte dabei auch das Verhältnis des bisherigen Impfstoffs und (niedriger dosierter) potentieller Booster-Impfungen eine Rolle.

### USA
Die Firma Moderna verfügt über eine Produktion an ihrem Standort in Norwood. Bei dem Lohnhersteller Lonza in Portsmouth können mit einer Produktionslinie bis zu 100 Millionen Dosen pro Jahr produziert werden. Dort wurde die Massenproduktion Ende September 2020 aufgenommen.
Die Vereinigten Staaten bestellten 200 Millionen Dosen, mit einer Option auf 300 Millionen weitere. Im Februar 2021 wurden aus der Option weitere 100 Millionen Dosen bestellt, sodass nun 300 Millionen Dosen bestellt sind. Die Auslieferung aller Dosen soll bis Ende Juli 2021 abgeschlossen werden.
Am 4. Januar 2021 kündigte Moderna an, bis zum Ende des 1. Quartals 2021 etwa 100 Millionen Dosen in den USA bereitzustellen, bis zum Ende des 2. Quartals 2021 sollen insgesamt 200 Millionen Dosen verfügbar sein. Die Auslieferung der ersten 200 Millionen Dosen soll nach Angaben von Februar 2021 bis Mai 2021 abgeschlossen werden.
Bis Anfang Januar 2021 wurden 18 Millionen Dosen geliefert. Bis 26. Januar waren es 30 Millionen. Bis 11. Februar waren es 41 Millionen. Am 29. März 2021 gab das Unternehmen die Lieferung der 100-millionsten Dosis bekannt. Bis dahin waren mehr als 67 Millionen Dosen verimpft.

### Außerhalb der USA
Als relativ kleine Firma von etwa 1300 Mitarbeitern arbeitet Moderna bei der Produktion seit Mai 2020 mit dem Schweizer Lohnhersteller Lonza zusammen, welcher den Wirkstoff für sämtliche Absatzmärkte außerhalb der Vereinigten Staaten produziert. Das Unternehmen erhielt Ende Dezember 2020 von der Swissmedic die Erlaubnis, in seinem Werk in Visp im Kanton Wallis mit der Produktion zu beginnen. Die Produktion wurde Anfang Januar 2021 hochgefahren. Seit November 2020 waren bereits kleine Chargen zu Testzwecken produziert worden. Die erste Linie ist in Betrieb, die beiden übrigen sollten noch im 1. Quartal 2021 folgen. Täglich sollen in Visp 800.000 Dosen produziert werden, im Gesamtjahr 2021 insgesamt 300 Millionen. Dafür stehen in Visp drei Produktionslinien mit 200 Mitarbeitern im Schichtbetrieb zur Verfügung. Der dort produzierte Wirkstoff wird von Laboratorios Farmacéuticos Rovi in Madrid in gebrauchsfertige Dosen abgefüllt (Fill Finish) und an die Länder ausgeliefert, die den Impfstoff im 2. Halbjahr 2020 bestellt hatten. Der fertige Impfstoff wird von Kühne + Nagel, ausgehend von einem Verteilzentrum in Belgien, europaweit ausgeliefert. Im März 2021 genehmigte Swissmedic einen zweiten Produktionsstandort in Visp. Mitte März 2021 war dort eine Produktionsanlage vollständig in Betrieb, zwei weitere sollen „bald“ verfügbar sein. Im März 2021 wurde eine angespannte Lage aufgrund von Personalmangel bekannt. Im April 2021, als Lieferverzögerungen bekannt wurden, fehlten 80 bis 100 Biotechnologie-Spezialisten. Ein Grund dafür seien Schweizer Einwanderungsregeln; mehrere Gesuche für die Anstellung von Fachkräften aus Drittstaaten seien abgelehnt worden. Der Bund kündigte daraufhin an, 25 Fachkräfte auf Kosten des Unternehmens an Lonza auszuleihen.
Die Europäische Union bestellte zunächst 160 Millionen Impfdosen, Japan 50 Millionen, Kanada zunächst 40 Millionen (mit einer Option auf 16 Millionen weitere), Großbritannien 7 Millionen sowie Israel 6 Millionen. Auch Katar und Singapur bestellten den Impfstoff, in unter Verschluss gehaltenen Mengen.
Einhergehend mit der Notfallzulassung übte Großbritannien am 8. Januar 2021 eine Option über 10 Millionen zusätzliche Dosen aus und sollte 17 Millionen Dosen erhalten. Mitte Februar 2021 wurde die Bestellung weiterer 150 Millionen Dosen durch die EU bekannt, verbunden mit einer Option über weitere 150 Millionen Dosen. Die Auslieferung der ersten 160 Millionen Dosen für die EU ist zwischen dem ersten und dritten Quartal 2021 vertraglich vereinbart. Die weiteren 150 Millionen Dosen sollen im dritten und vierten Quartal 2021 geliefert werden.
Die Schweiz bestellte im August 2020 zunächst 4,5 Millionen Dosen. Im Dezember 2020 wurde die Bestellung auf 7,5 Millionen Dosen aufgestockt, im Februar 2021 auf 13,5 Millionen Dosen. Die zuletzt bestellten 6 Millionen Dosen sollten ab Frühsommer 2021 geliefert werden. Nach der Zulassung in die Schweiz könnten noch in der zweiten Januarwoche 200.000 Dosen geliefert werden und die Auslieferung der 7,5 Millionen Dosen bis Mitte 2021 erfolgen.
Anfang Februar 2021 bestellten Taiwan 5 Millionen Dosen sowie Kolumbien 10 Millionen. Die Auslieferungen sollen Mitte 2021 beginnen. Kanada übte eine Option über weitere 4 Millionen Dosen aus, womit das Land nunmehr 44 Millionen Dosen erhalten soll.
Im März 2021 beantragte das Unternehmen Takeda Pharmaceutical eine Import- und Vertriebslizenz des Impfstoffs in Japan. Vorbehaltlich der Zulassung sollen ab dem 1. Halbjahr 50 Millionen Dosen importiert werden.
Die Regierung der Philippinen schloss im März 2021 zwei Lieferverträge über 13 Millionen Dosen, die ab Mitte 2021 ausgeliefert werden sollen. Im selben Monat wurden weitere 7 Millionen Dosen bestellt.
Im April 2021 schloss Israel, als erster Kunde, einen Liefervertrag für 2022.

#### Deutschland
Für Deutschland waren laut Bundesgesundheitsministerium im Januar 2021 für das erste Quartal 2021 1,8 Millionen Dosen vorgesehen, in den Folgequartalen bis Ende 2021 sollten 6,5 Millionen, 17 Millionen und 23,5 Millionen Dosen folgen. Der im Verhältnis zur EU-Gesamtbevölkerung überproportionale Anteil geht auf die Übernahme zusätzlicher Abnahmeverpflichtungen Deutschlands innerhalb der EU zurück. Die zunächst geringe Auslieferung läge an fehlenden Produktionskapazitäten und Lieferverpflichtungen gegenüber den Vereinigten Staaten.
Am 11. Januar 2021 kam die erste Lieferung von 63.600 Dosen in Deutschland an. Am 21. Januar 2021 wurden erste Lieferverzögerungen bekannt. Laut eigenen Angaben habe Moderna „kurzfristig angepasste Lieferschätzungen“ herausgegeben. Alle Lieferverpflichtungen im ersten Quartal würden eingehalten. Am 30. Januar kündigte das Bundesgesundheitsministerium eine um 43.200 Dosen reduzierte Liefermenge bis zum 22. Februar 2021 an.
Am 31. Januar/1. Februar wurden insgesamt 90.000 Dosen geliefert, insgesamt 153.600 Dosen. Weitere 182.400 Dosen wurden zwischen 13. und 15. Februar (zunächst 11. bis 13. Februar 2021) erwartet. Am 26. Februar wurden weitere 343.200 Dosen erwartet, bis Ende März sollten 1,12 Millionen weitere Dosen folgen, bis zum Ende des Quartals insgesamt 1,8 Millionen. Bis Ende Februar wurden tatsächlich 679.200 Dosen geliefert. Für den April wurden 424.800 (Kalenderwoche 11, 15. bis 21. März) und 657.600 Dosen (Kalenderwoche 13, 29. März bis 4. April) erwartet.
Mitte März kam es zu Verschiebungen geplanter Lieferungen um insgesamt eine Woche sowie veränderte Mengen für die 2. Monatshälfte, bei weiterhin für das 1. Quartal geplanten 1,8 Millionen Dosen. Letztlich wurden bis zum 6. April 2021 insgesamt 1,762 Millionen Dosen an die Länder geliefert.
Die Liefermengen für April waren laut Gesundheitsministerium Mitte März noch nicht klar absehbar. Laut einer am 23. März vorgelegten Prognose sollten im April zwischen 1,08 und 1,43 Millionen Dosen geliefert werden. Im April wurde die für Ende April (Kalenderwoche 17) erwartete Liefermenge reduziert.
Auch nach Beginn der Impfungen in Hausarztpraxen, Anfang April 2021, wird der Moderna-Impfstoff weiterhin nur in Impfzentren verimpft, da mehr als ein Transportschritt vermieden werden soll.
Bis Ende April wurden 2.962.800 Dosen geliefert. Im Mai folgten weitere 2.132.400 Dosen. Bis 4. Juni waren 4,3 Millionen Dosen verimpft, davon 3,0 Millionen für Erstimpfungen.
Für Juni 2021 werden weitere 2.932.800 Dosen erwartet. In den ersten Juliwochen wird eine weitere Ausweitung der Lieferungen auf 733.200 Dosen pro Woche erwartet. Nach Angaben des Bundesgesundheitsministeriums vom 4. März werden im 2. Quartal 6,4 Millionen und im 3. Quartal 26,7 Millionen Dosen erwartet, im 4. Quartal 2021 schließlich 42,9 Millionen. Nach einer am 22. Juni 2021 vorgelegten Prognose werden im 2. Quartal weiterhin 6,4 Millionen Dosen erwartet, die Prognose für das 3. Quartal wurde auf 30,3 Millionen erhöht, die für das 4. Quartal auf 50 Millionen.
Die Bundesrepublik verhandelte im Januar 2021 mit dem Hersteller über eine zusätzliche nationale Lieferung.

## Nachfolge-Impfstoffe

### mRNA-1273.351/mRNA-1273.211
Für eine Auffrischungsimpfung begann Moderna im Mai 2021 mit der klinischen Erprobung einer dritten Impfung, sowohl mit demselben Impfstoff als auch mit den modifizierten Impfstoffen mRNA-1273.351 und mRNA-1273.211, die an die Beta-Variante bzw. Gamma-Variante angepasst wurden.

### mRNA-1273.214(Spikevax bivalent Original/Omicron BA.1)
In einem Interview mit CNBC erklärte Moderna-CEO Stéphane Bancel am 10. Januar 2022, dass man an einem angepassten Wirkstoff für die Omikron-Variante arbeite, welcher als Booster-Impfung im Herbst 2022 verfügbar sein soll.
Im Juni 2022 berichtete Moderna über die Studienergebnisse: An der Studie nahmen 814 Erwachsene teil, die bereits drei Dosen von Modernas ursprünglichem Corona-Impfstoff Spikevax erhalten haben. Etwa die Hälfte bekam eine Dosis des bivalenten Impfstoffes, die Vergleichsgruppe bekam eine vierte Spikevax-Dosis. Studienteilnehmer, die den neuen bivalenten Impfstoff erhielten, hatten durchschnittlich etwa 75 Prozent mehr Antikörper gegen die Omikron-Variante als die Teilnehmer der Vergleichsgruppe. Auch ihr Immunschutz gegen die früheren COVID-Varianten war etwas höher als bei der Vergleichsgruppe. Ein Gremium der US-Arzneimittelbehörde FDA wollte am 28. Juni 2022 über die Strategie für Booster-Impfungen im kommenden Herbst und Winter beraten.
Seit 15. August 2022 ist im Vereinigten Königreich der bivalente Impfstoff Spikevax bivalent Original/Omicron (mRNA-1273.214) für die Auffrischungsimpfung bedingt zugelassen. In einer Dosis des Auffrischungsimpfstoffs zielt eine Hälfte des Impfstoffs (Elasomeran, 25 Mikrogramm) auf den ursprünglichen Virusstamm und die andere Hälfte (Imelasomeran, 25 Mikrogramm) auf die Omikron-Subvariante BA.1. Es folgten Zulassungen in der Schweiz und in Australien. Am 1. September erteilte die EU-Kommission auf Empfehlung des Ausschusses für Humanarzneimittel der EMA die EU-Zulassung für Personen ab 12 Jahre.

### Moderna COVID-19 Vaccine (2023–2024 Formula)/(Spikevax XBB.1.5)
Der an die Omikron-Sublinie XBB.1.5 angepasste monovalente Impfstoff (Freiname Andusomeran) ist seit dem 11. September 2023 in den USA und Kanada zugelassen und seit dem 15. September 2023 in der EU.
Ein an die Omikron-Sublinie KP.2 angepasster monovalenter Impfstoff (Moderna COVID-19 Vaccine 2024-2025 Formula) ist seit dem 22. August 2024 in den USA zugelassen.